# Flughafen Göteborg/Landvetter

i7
i11
i13
Der Flughafen Göteborg/Landvetter (IATA-Code: GOT, ICAO-Code: ESGG) ist ein internationaler Flughafen in Schweden. Nach dem Flughafen Stockholm/Arlanda ist der Flughafen Göteborg/Landvetter mit rund 6,4 Millionen Fluggästen jährlich (2016) der zweitgrößte Flughafen des Landes. Der Flughafen wurde 1977 eingeweiht und ersetzte den seit 1923 benutzten Flughafen Göteborg/Torslanda. 
Neben dem Flughafen Landvetter gibt es in Göteborg den kleineren Flughafen Göteborg/Säve.

## Lage und Verkehrsanbindung
Der Flughafen befindet sich in Landvetter, Gemeinde Härryda, Västra Götalands län, 25 Kilometer östlich von Göteborg und 40 Kilometer westlich von Borås.
Das Transportunternehmen Flygbussarna verbindet den Flughafen mit der Innenstadt (20 min.) und dem Hauptbahnhof (30 min.).